# Замок Карбонара
Карбонара (итал. Castello di Carbonara) — замок на юге Италии. Расположен в провинции Бари региона Апулия.
Сам замок расположен в Карбонаре, которая раньше была самостоятельным муниципалитетом, а начиная с 1928 года и по настоящее время является кварталом города Бари. Квартал Карбонара (итал. Carbonara di Bari) находится на южной окраине города Бари.
Строительство замка началось ещё в X веке, но закончено было только в XI веке по приказу Боэмондо, принца Таранто. Строительством руководил римский патриций Арриго Танкреди. Точные даты строительства неизвестны, так как часть проектных документов была утеряна.
Фасад замка ориентирован на восток. Рядом с замком были расположены монастырь и подземная церковь — об этом упоминается в источнике 1117 года. Церковь была освящена 3 сентября 1097 года в присутствии папы Урбана II. В настоящий момент замок принадлежит частному лицу.